# 波沃羅特內島
波沃羅特內島是俄羅斯的島嶼，屬於北地群島的一部分，位於共青團員島和少先隊員島之間的喀拉海，由克拉斯諾亞爾斯克邊疆區負責管轄，長1.5公里、寬0.35公里，最高點海拔高度21米，島上無人居住。